# Vera Constantinovna da Rússia
Vera Constantinovna da Rússia (16 de fevereiro de 1854 - 11 de abril de 1912), foi filha do grão-duque Constantino Nikolaevich da Rússia. Era uma neta do czar Nicolau I da Rússia e prima direita do czar Alexandre III.

## Primeiros anos
A grã-duquesa Vera Constantinovna da Rússia nasceu em São Petersburgo no dia 16 de fevereiro de 1854, sendo a quarta criança e segunda filha do grão-duque Constantino Nikolaevich da Rússia e da sua esposa, a grã-duquesa Alexandra Iosifovna (nascida princesa Alexandra de Saxe-Altemburgo).
A grã-duquesa Vera passou os seus primeiros anos de vida em São Petersburgo e, em 1861, a sua família mudou-se para Varsóvia quando o seu pai foi nomeado vice-rei da Polónia. Vera era uma criança problemática, dada a ataques de fúria e violência, sofrendo de um estado psicológico que era oficialmente apelidado de "condição nervosa". Tornou-se tão incontrolável que os seus pais decidiram envia-la para viver com a sua tia paterna, a grã-duquesa Olga Nikolaevna da Rússia, rainha de Württemberg que aceitou tomar conta dela. 

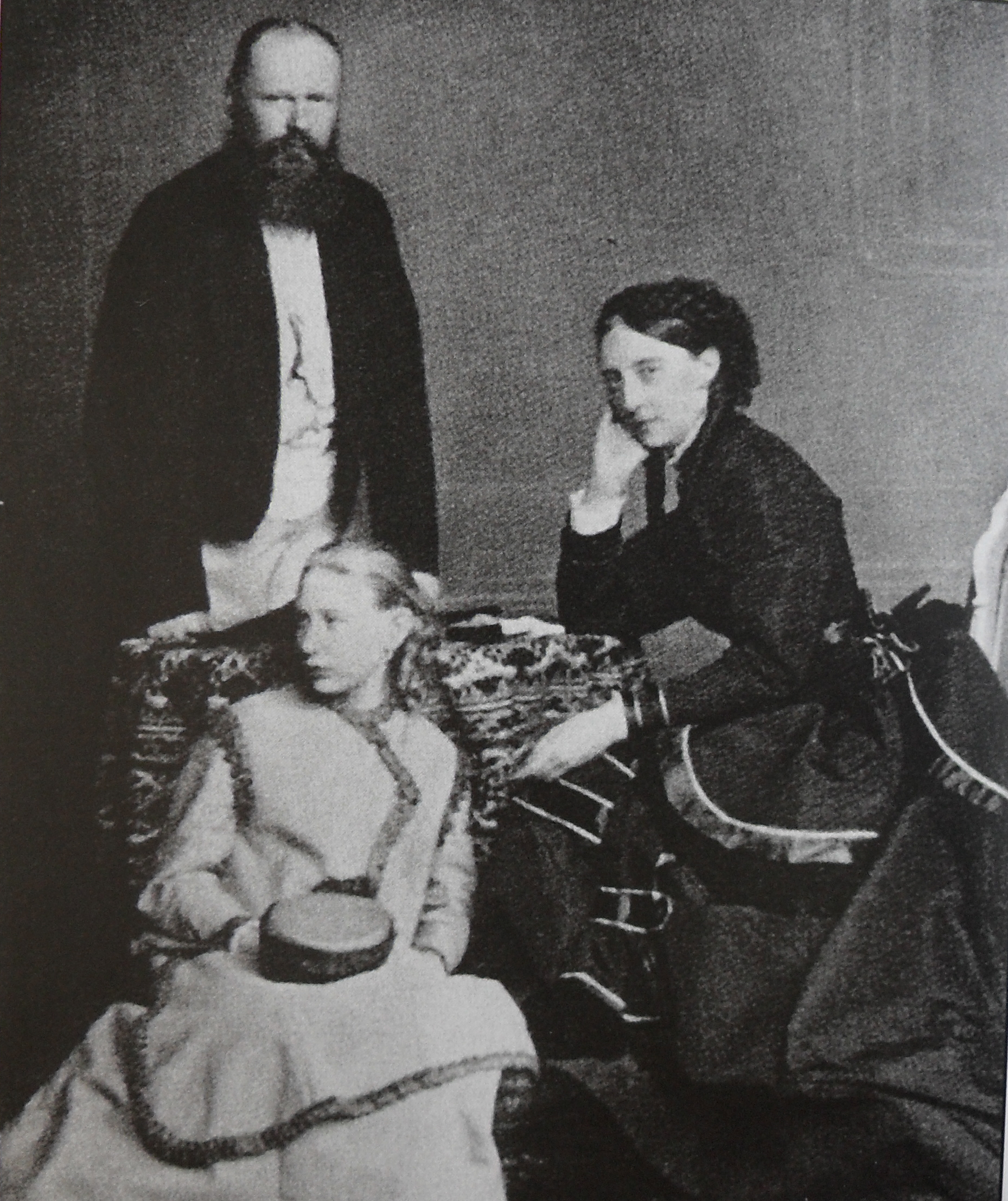
A grã-duquesa Vera com os seus tios, o rei Carlos I de Württemberg e a grã-duquesa Olga Nikolaevna da Rússia

No dia 7 de dezembro de 1863, o grão-duque Constantino e a sua esposa chegaram com Vera de nove anos a Estugarda, entregando-a aos cuidados do rei Carlos I de Württemberg e da sua esposa que não tinham filhos. Oficialmente esta situação foi descrita como um tratamento médico avançado que a criança iria receber na Alemanha, mas, na verdade, era uma forma de os pais de Vera esconderem a sua doença da corte russa. A rainha Olga ficou feliz por tomar conta da sua sobrinha, apesar das dificuldades que trouxe. No final, para Vera, a sua tia Olga tomou o lugar da sua mãe.
A rainha Olga e o seu marido eram pais dedicados, mas, no início, não tiveram grande êxito em resolver o problema da sobrinha. Vera tinha saudades de casa e continuava a ser extremamente difícil de lidar, chegando a ser violenta fisicamente para com os tios. Ocasionalmente Vera tinha de ser controlada por um oficial do exército e, em várias ocasiões, teve de ser fechada numa sala sem janelas. Carlos costumava dar longos passeios com Vera e lia-lhe passagens da Bíblia à noite. Em 1866, pouco tinha mudado no seu comportamento, mas a rainha  Olga persistiu e, com o tempo, a grã-duquesa Vera ultrapassou esta característica.
Quando jovem, Vera era introspectiva, tímida, mas inteligente e culta. Não gostava de cerimónias. O seu aspecto físico, tal como a sua personalidade, era bastante peculiar. Tinha cabelo louro, áspero e encaracolado, mas era baixa e não muito bonita.

## Casamento

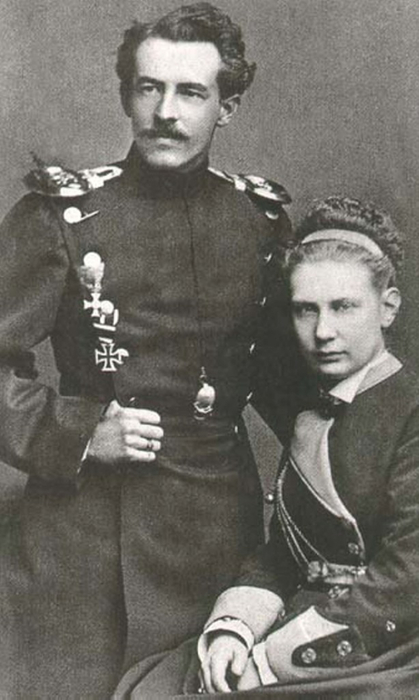
Vera com o seu marido durante o noivado

O rei Carlos e a rainha Olga adoptaram legalmente a grã-duquesa Vera em 1871. Foram também eles que arranjaram o seu casamento com um membro da família de Württemberg, o duque Eugénio de Württemberg, de modo a que ela não tivesse de sair do país após o casamento.
O noivado realizou-se em janeiro de 1874, agradando a ambos os ramos da família. O grão-duque Constantino Nikolaevich da Rússia escreveu ao rei e à rainha agradecendo-lhes pela ajuda que tinham dado à sua filha. A rainha Olga escreveu: A minha criança problemática é agora uma noiva, adorável e adorada. Nunca sonhei que tal felicidade pudesse existir. O Eugénio é já como um filho para o rei. Junto as mãos e agradeço a Deus por esta bênção. Até o herdeiro do trono de Württemberg, o príncipe Guilherme, escreveu que Vera era a noiva mais sortuda do mundo. Embora seja muito feia e vá continuar a sê-lo, em comparação com o que era quando era criança, melhorou de forma inacreditável. Penso que ela não seja uma pessoa sem qualidades e, creio, tem também um coração.
Vera tinha dezanove anos e Eugénio vinte-e-oito. O casamento foi celebrado com grande pompa em Estugarda no dia 4 de maio de 1874. Entre os presentes, encontrava-se o seu tio, o czar Alexandre II da Rússia, que, reparando na falta de beleza da sobrinha, disse: Confesso que não invejo o jovem marido. Apesar de tudo ofereceu um milhão de rublos à sobrinha.
O casal passou a viver numa mansão (a Akademie) em Estugarda. No ano seguinte, Vera deu à luz um filho, Carlos Eugénio, que morreu apenas sete meses depois. Em 1876, Vera teve duas filhas gémeas, Elsa e Olga.
Contudo, a vida de casada da grã-duquesa não durou muito. O seu marido, um oficial no exército de Württemberg, ficou responsável pelo comando de Düsseldorf, onde morreu inesperadamente no dia 27 de janeiro de 1877. A causa de morte dada oficialmente foi o resultado de uma queda de cavalo e uma doença respiratória. Contudo, o aventuroso duque foi na verdade morto num duelo que foi reprimido pelo exército. O casamento durou três anos. Com apenas vinte-e-três anos de idade, a jovem viúva Vera nunca se casou outra vez, mas reagiu à morte do marido de forma prática e sem demonstrar muita dor.
Em vez de regressar ao seu país natal, Vera decidiu ficar em Württemberg, o reino que ela sentia ser verdadeiramente seu e onde tinha a protecção do rei. Mesmo assim viajava com frequência para visitar os seus parentes na Rússia, bem como a sua única irmã, a grã-duquesa Olga Constantinovna da Rússia, que era também rainha da Grécia.
Após a morte do rei Carlos I de Württemberg em 1891, Vera herdou uma fortuna considerável e, quando a sua tia Olga morreu no ano seguinte, recebeu também uma vila em Estugarda, onde viveu com opulência. Também escrevia poesia e a sua casa era o centro de muitas reuniões culturais e familiares.
Alegre e faladora, a grã-duquesa Vera era popular em Württemberg onde se dedicou a trabalhos de caridade. Os refúgios para mulheres sem casa eram chamados de "Casas de Vera" e ela estava envolvida em mais de trinta instituições e organizações incluindo a Clínica de Olga, em Estugarda.

## Últimos anos

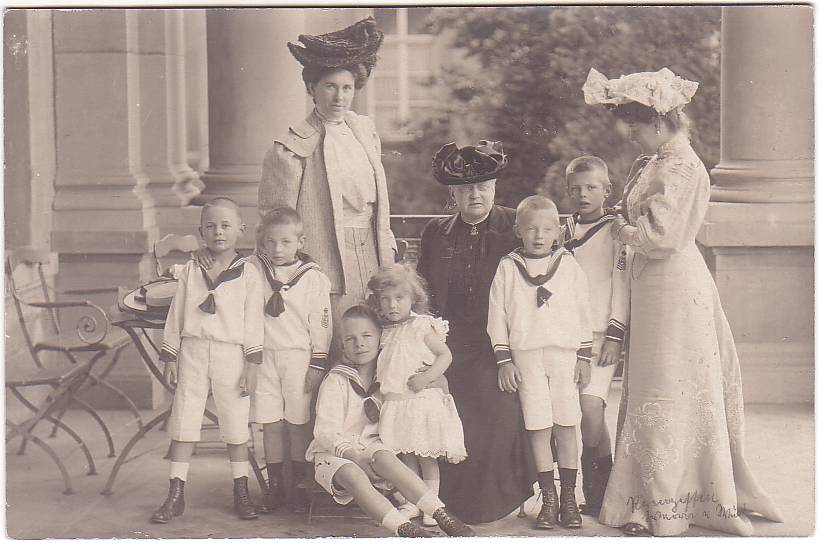
Vera com as suas filhas Olga (esq.) e Else (dir.) com os seus filhos

A grã-duquesa Vera visitava a Rússia com frequência e esteve presente com as filhas em maio de 1896, na coroação do czar Nicolau II da Rússia. A mais velha das gémeas, Elsa, ficou primeiro noiva do príncipe Alfredo de Saxe-Coburgo-Gota, neto da rainha Vitória. O noivado foi não durou muito e Elsa acabou por se casar com um primo distante, o príncipe Alberto de Schaumburg-Lippe, irmão da rainha Carlota de Württemberg. No ano seguinte, a outra filha de Vera, Olga, casou-se com o irmão mais novo do cunhado, o príncipe Maximiliano de Schaumburg-Lippe. A vida de Olga foi semelhante à da sua mãe: teve três filhos e, em poucos anos, perdeu um filho e o marido, tornando-se viúva cedo sem se voltar a casar.
Com um aspecto mais velho do que os seus anos, a grã-duquesa Vera começou a sofrer de problemas de saúde. Alguns especialistas especulavam que ela sofresse de córea ou de doença de São Vitus, um problema neurológico caracterizado por movimentos abruptos involuntários. Em Estugarda, foi contratado um oficial para a acompanhar a todo o lado e certificar-se de que, se ela tivesse um ataque, não caísse e se magoasse.
Com o virar do século, Vera Constantinovna aparecia pequena e com um rosto redondo e gordo. Tinha o cabelo muito curto, o que lhe dava um ar masculino. A partir de certa altura começou a ver cada vez pior, por isso teve de começar a usar óculos. Era considerada bastante excêntrica, mas tinha um bom sentido de humor e os seus comentários divertidos eram lembrados pelos seus sobrinhos e sobrinhas que gostavam muito dela.
Após viver em Württemberg a maior parte da sua vida, Vera discordava política e religiosamente com os seus parentes russos. As suas simpatias políticas estavam do lado alemão e não partilhava de modo algum o crescente sentimento anti-germânico dos Romanov. Vera era muito religiosa, mas nunca compreendeu a fé ortodoxa e, eventualmente, abandonou-a para se converter ao luteranismo em 1909, para a consternação da família Romanov. Mais tarde patrocinou a construção de uma igreja Protestante nos terrenos da sua villa.
Em 1903, durante o jantar de casamento da princesa Alice de Battenberg com o sobrinho de Vera, o príncipe André da Grécia e Dinamarca, em Darmstadt, o príncipe Cristóvão da Grécia e Dinamarca recordou:
O meu irmão Jorge sentou-se ao pé dela e durante uma pausa dos comportamentos formais, tirou-lhe a tiara e pô-la na cabeça. Toda a gente se começou a rir, incluindo a tia Vera, apesar de de ter jurado vingança ao meu irmão. A oportunidade dela chegou, como ela achou, um pouco mais tarde, quando a noiva e o noivo estavam a partir para a sua lua de mel. Estávamos todos reunidos à porta, a atirar-lhes arroz, quando alguém acidentalmente derrubou os óculos da tia Vera que se desfizeram nos degraus de pedra.
Um homem de pouca sorte que estava ao pé dela acabou por ser o objecto inocente da vingança. Sem ver nada, a grã-duquesa tirou-lhe o chapéu e começou a bater-lhe com ele na cabeça.
A grã-duquesa Vera Constantinovna sofreu um enfarte em outubro de 1911 e morreu em Estugarda no dia 11 de abril de 1912, aos 58 anos.

## Descendência
1. Carlos Eugênio de Württemberg (8 de abril de 1875 – 11 de novembro de 1875), morreu aos sete meses de idade.
2. Elsa de Württemberg (1 de março de 1876 – 27 de maio de 1936), casada com o príncipe Alberto de Schaumburg-Lippe; com descendência.
3. Olga de Württemberg (1 de março de 1876 – 21 de outubro de 1932), casada com o príncipe Maximiliano de Schaumburg-Lippe; com descendência.

## Genealogia
| Vera Constantinovna da Rússia | Pai: Constantino Nikolaevich da Rússia | Avô paterno: Nicolau I da Rússia                       | Bisavô paterno: Paulo I da Rússia                                |
| Vera Constantinovna da Rússia | Pai: Constantino Nikolaevich da Rússia | Avô paterno: Nicolau I da Rússia                       | Bisavó paterna: Maria Feodorovna (Sofia Doroteia de Württemberg) |
| Vera Constantinovna da Rússia | Pai: Constantino Nikolaevich da Rússia | Avó paterna: Alexandra Feodorovna (Carlota da Prússia) | Bisavô paterno: Frederico Guilherme III da Prússia               |
| Vera Constantinovna da Rússia | Pai: Constantino Nikolaevich da Rússia | Avó paterna: Alexandra Feodorovna (Carlota da Prússia) | Bisavó paterna: Luísa de Mecklemburgo-Strelitz                   |
| Vera Constantinovna da Rússia | Mãe: Alexandra Iosifovna               | Avô materno: José de Saxe-Altemburgo                   | Bisavô materno: Frederico de Saxe-Altemburgo                     |
| Vera Constantinovna da Rússia | Mãe: Alexandra Iosifovna               | Avô materno: José de Saxe-Altemburgo                   | Bisavó materna: Carlota Jorgina de Mecklemburgo-Strelitz         |
| Vera Constantinovna da Rússia | Mãe: Alexandra Iosifovna               | Avó materna: Amélia de Württemberg                     | Bisavô materno: Luís de Württemberg                              |
| Vera Constantinovna da Rússia | Mãe: Alexandra Iosifovna               | Avó materna: Amélia de Württemberg                     | Bisavó materna: Henriqueta de Nassau-Weilburg                    |